# Darnétal
Ne doit pas être confondu avec Danestal.
Darnétal est une commune française située dans le département de la Seine-Maritime en région Normandie.

## Géographie

### Situation
Darnétal est une ville normande limitrophe de par l'est de Rouen, dont elle constitue une banlieue. Les deux villes se joignent dans la vallée du Robec et de l'Aubette. 

### Communes limitrophes
Les communes limitrophes sont  Roncherolles-sur-le-Vivier, Rouen, Saint-Jacques-sur-Darnétal, Saint-Léger-du-Bourg-Denis et Saint-Martin-du-Vivier.

### Géologie et relief
La superficie de la commune est de 4,93 km2 ; son altitude varie de 13  à   143 mètres. 

### Hydrographie

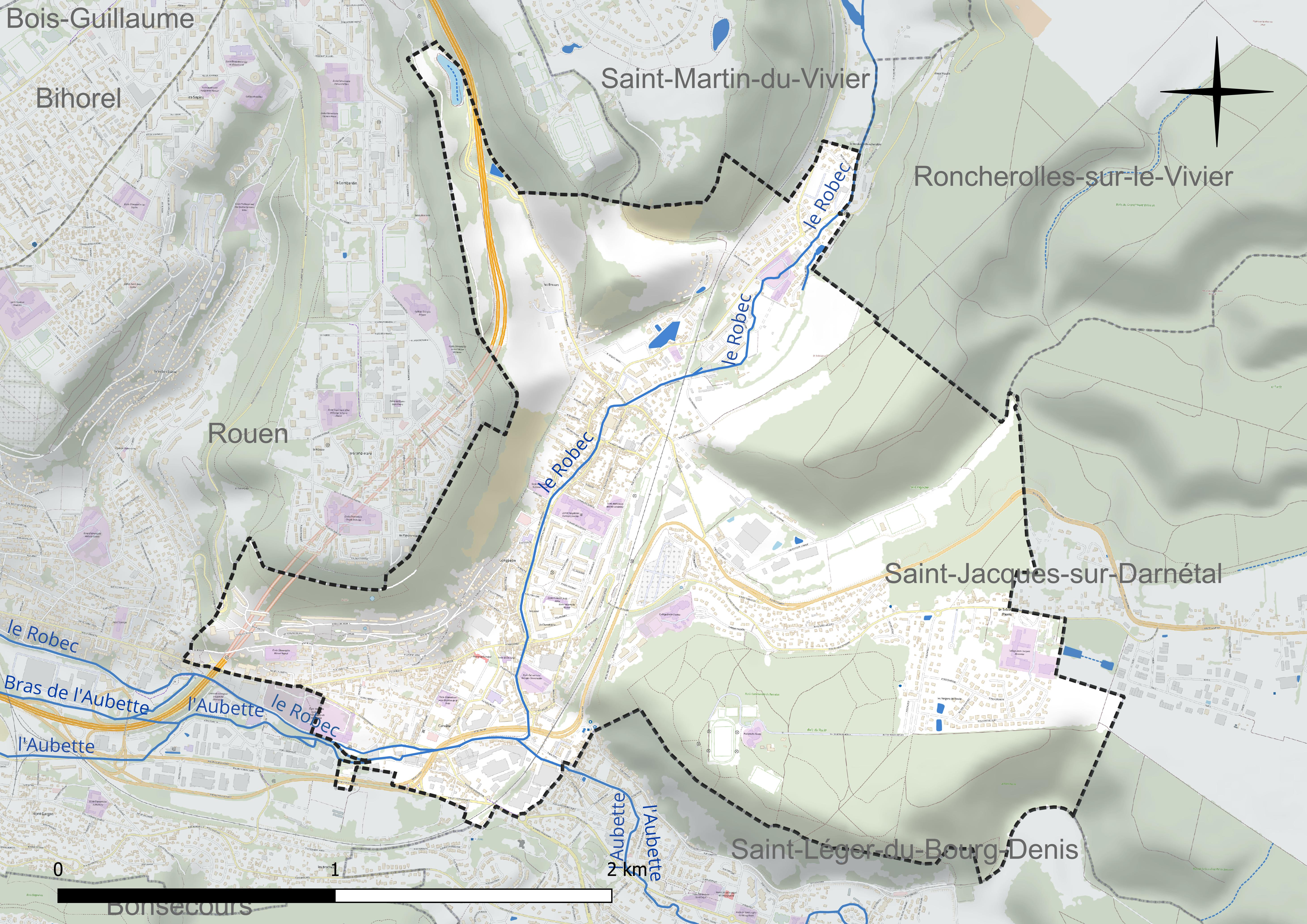
Réseau hydrographique de Darnétal.

La commune est située dans le bassin Seine-Normandie. 
La commune est traversée par plusieurs cours d'eau et ruisseaux, le plus important, autour duquel la ville s'est bâtie progressivement, est le Robec.
L'Aubette, venant de la vallée de Saint-Léger-du-Bourg-Denis, traverse les communes au sud en arrivant par le quartier de Carville ou se trouve également la source de Carville et la pyramide médiévale de sa citerne de captage datant du XVe siècle,.

### Climat
Pour des articles plus généraux, voir Climat de la Normandie et Climat de la Seine-Maritime.
En 2010, le climat de la commune est de type climat océanique altéré, selon une étude du CNRS s'appuyant sur une série de données couvrant la période 1971-2000. En 2020, Météo-France publie une typologie des climats de la France métropolitaine dans laquelle la commune est exposée à un climat océanique et est dans la région climatique Côtes de la Manche orientale, caractérisée par un faible ensoleillement (1 550 h/an) ; forte humidité de l’air (plus de 20 h/jour avec humidité relative > 80 % en hiver), vents forts fréquents. Parallèlement le GIEC normand, un groupe régional d’experts sur le climat, différencie quant à lui, dans une étude de 2020, trois grands types de climats pour la région Normandie, nuancés à une échelle plus fine par les facteurs géographiques locaux. La commune est, selon ce zonage, exposée à un « climat maritime », correspondant au Pays de Caux, frais, humide et pluvieux, légèrement plus frais que dans le Cotentin.
Pour la période 1971-2000, la température annuelle moyenne est de 10,8 °C, avec une amplitude thermique annuelle de 13 °C. Le cumul annuel moyen de précipitations est de 779 mm, avec 12,2 jours de précipitations en janvier et 7,9 jours en juillet. Pour la période 1991-2020, la température moyenne annuelle observée sur la station météorologique la plus proche, située sur la commune de Rouen à 4 km à vol d'oiseau, est de 12,6 °C et le cumul annuel moyen de précipitations est de 817,9 mm,. Pour l'avenir, les paramètres climatiques de la commune estimés pour 2050 selon différents scénarios d’émission de gaz à effet de serre sont consultables sur un site dédié publié par Météo-France en novembre 2022.

## Urbanisme

### Typologie
Au 1er janvier 2024, Darnétal est catégorisée grand centre urbain, selon la nouvelle grille communale de densité à sept niveaux définie par l'Insee en 2022.
Elle fait partie de l'unité urbaine de Rouen, une agglomération inter-départementale regroupant 50  communes, dont elle est une commune de la banlieue,,.
Par ailleurs la commune fait partie de l'aire d'attraction de Rouen, dont elle est une commune du pôle principal,. Cette aire, qui regroupe 317 communes, est catégorisée dans les aires de 200 000 à moins de 700 000 habitants,.

### Occupation des sols

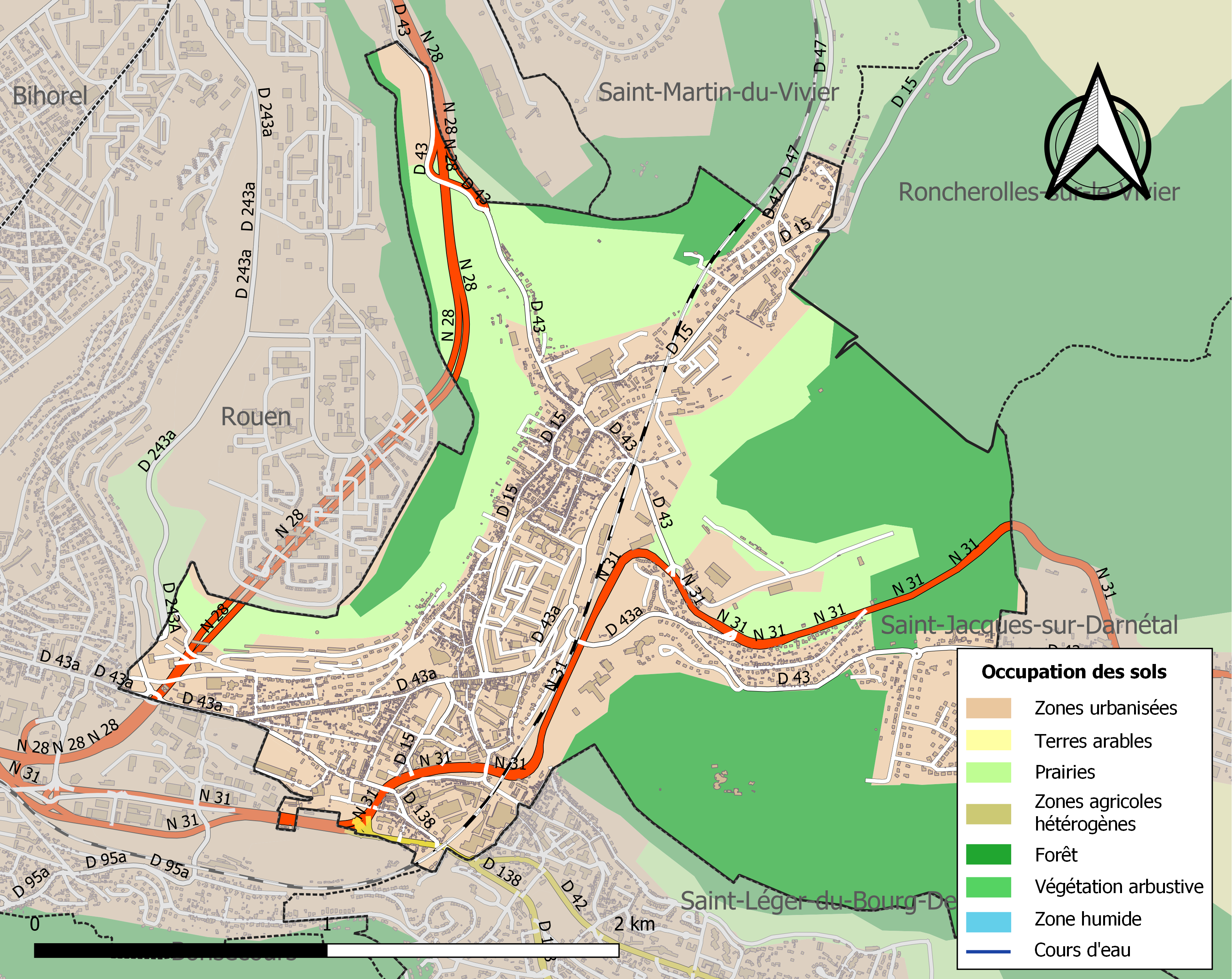
Carte des infrastructures et de l'occupation des sols de la commune en 2018 (CLC).

L'occupation des sols de la commune, telle qu'elle ressort de la base de données européenne d’occupation biophysique des sols Corine Land Cover (CLC), est marquée par l'importance des territoires artificialisés (46 % en 2018), en augmentation par rapport à 1990 (41,4 %). 
La répartition détaillée en 2018 est la suivante : zones urbanisées (39,9 %), forêts (32,8 %), prairies (20,3 %), zones industrielles ou commerciales et réseaux de communication (6 %), terres arables (0,9 %), espaces verts artificialisés, non agricoles (0,1 %).
L'évolution de l’occupation des sols de la commune et de ses infrastructures peut être observée sur les différentes représentations cartographiques du territoire : la carte de Cassini (XVIIIe siècle), la carte d'état-major (1820-1866) et les cartes ou photos aériennes de l'IGN pour la période actuelle (1950 à aujourd'hui).

### Habitat et logement
En 2021, le nombre total de logements dans la commune était de 5 020, alors qu'il était de 4 773 en 2016 et de 4 567 en 2011. 
Parmi ces logements, 90,2 % étaient des résidences principales, 1,1 % des résidences secondaires et 8,6 % des logements vacants. Ces logements étaient pour 37,2 % d'entre eux des maisons individuelles et pour 61,4 % des appartements. 
Le tableau ci-dessous présente la typologie des logements à Darnétal en 2021 en comparaison avec celle de la Seine-Maritime et de la France entière. Une caractéristique marquante du parc de logements est ainsi la faible proportion des résidences secondaires et logements occasionnels (1,1 %) par rapport au département (4,1 %) et à la France entière (9,7 %). 
| Typologie                                               | Darnétal | Seine-Maritime | France entière |
| ------------------------------------------------------- | -------- | -------------- | -------------- |
| Résidences principales (en %)                           | 90,2     | 88             | 82,2           |
| Résidences secondaires et logements occasionnels (en %) | 1,1      | 4,1            | 9,7            |
| Logements vacants (en %)                                | 8,6      | 7,9            | 8,1            |

La commune respecte les obligations qui lui sont faites par l'article 55 de la loi SRU de disposer d'au moins 20 % de son parc de résidences principales constituées de logements sociaux

### Voies de communication et transports
La nationale 28 (reliant le pont Mathilde à l'A28, via le tunnel de la Grand'Mare) et la RN 31 permettent aux automobilistes d'accéder à la commune.
La ville est traversée par la ligne de Saint-Roch à Darnétal-Bifurcation qui relie Amiens à Rouen. Depuis la fermeture de la gare de Darnétal, la station de chemin de fer la plus proche est la Gare de Rouen-Rive-Droite desservie par de nombreux trains régionaux et nationaux..
Darnétal est desservie par la ligne T3 de l'infrastructure TEOR. Cette ligne permet de rejoindre le centre-ville de Rouen en une vingtaine de minutes. Les lignes de bus régulières 14, 28 et 38 desservent les communes voisines, à une faible fréquence.

## Toponymie
Le nom de la localité est mentionné sous les formes Darnestal en 1096, puis Darnestal en 1191. Au XVe siècle, il semble que Dernestal ait été la forme la plus communément utilisée. On relève en Normandie et en Picardie, une dizaine de lieux du type Darnétal ou Dernétal, ainsi que Danestal, Calvados (Darnestallum 1198).
Le nom local de la ville en purinique (la langue normande parlée dans les environs de Rouen jusqu'aux années 1960) est Darnétal ou Dernétal.
Il s'agit d'un composé issu du germanique occidental, peut-être saxon, de signification incertaine. Albert Dauzat, suivant Gamillscheg, propose l'élément germanique darn « sombre » (ancien haut allemand tarn- de tarnan, allemand tarnen ; vieux bas francique *tarnjan> français ternir, d'où terne) et l'élément stall « planche », puis « crêche ». Sémantiquement, c'est problématique : que signifie « crèche terne » ? Smith explique le Dernestall lock (aujourd'hui St Dunstan's Lock, Lincoln, Lincolnshire) en Angleterre par les termes anglo-saxons derne « caché » et stall « établissement », accessoirement « pêcherie ».
François de Beaurepaire note que les Darnétal s'appliquent presque tous à des moulins, ce qui implique vraisemblablement le sens de « bief de moulin » ou « pêcherie ». L'élément stall se retrouve également dans les composés germaniques Durtal (Duristallum), Durstel (Bas-Rhin) et Herstal (Belgique).
Le nom des deux paroisses qui forment le bourg de Darnétal sont :
- Carville (Cara villa vers 1024)[18]. C'est un type toponymique normand en -ville au sens ancien de « domaine rural », précédé du nom de personne scandinave Kári[18]. La forme latinisée Cara reflète l'attraction du latin cara > chère (ancien normand chiere, quiere), dont la désinence -a est celle de l'adjectif latin qui s'accorde en genre et en nombre avec villa, mais aussi celle du génitif norois, c'est-à-dire  Kára, d'où le sens de « domaine rural de Kári ».
- Longpaon (Longum pedanum 875, Longo paen 1162)[18]. L'élément -paon est une altération de l'ancien français pean, issu d'un bas latin pedaneus « à pied, de pied », mais son sens toponymique est obscur[18].

## Histoire

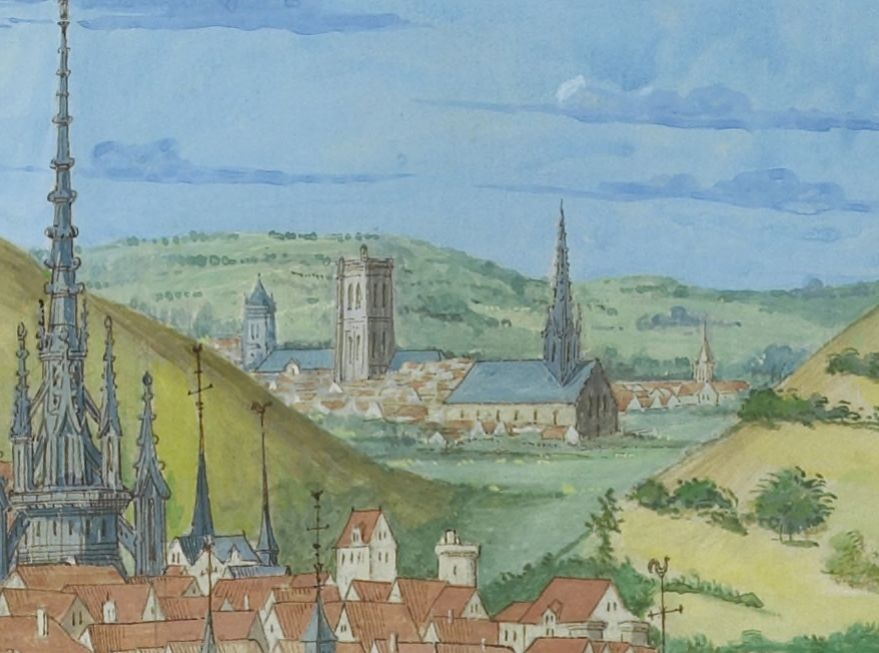
La vallée de Darnétal en 1525 dans le Livre des Fontaines, on reconnaît la tour de l’église Carville au centre, l’église Longpaon est représentée étonnamment proche d’elle à sa gauche.

### Antiquité
Selon Lesguilliez, les premiers habitants de Darnétal ont dû s'établir sur les bords du Robec, cette rivière pouvant être considérée comme le berceau de la ville.
Selon l'abbé Cochet, Darnétal était déjà un véritable faubourg du Rouen gallo-romain, Rotomagus.

### Moyen Âge
Longpaon, partie nord de Darnétal et l'une de ses deux paroisses, est déjà connu du temps de l'antique Neustrie, en latin médiéval sous la forme Longum Pedanum. Selon l'abbé Cochet, Longpaon est pendant la période franque, avant le Xe siècle, un des principaux lieux du pays de Rouen (pagus Rotomagensis). Carville est la 2e paroisse de Darnétal. Selon Lesguilliez, l'église de Saint-Pierre de Carville a toujours eu la suprématie sur celle de Longpaon et lui est antérieure, l'église de Longpaon datant du XVe siècle.

### Temps modernes
Darnétal est traversée par deux petites rivières, le Robec et l'Aubette qui actionnaient par le passé de nombreux moulins. À partir du XVe siècle, et plus particulièrement aux XVIIIe et XIXe siècles, leurs rives accueillent des filatures de textiles (l'usine Fromage maintenant l'école d'architecture de Normandie est installée dans cette ancienne usine de textile, au bord du Robec ; l'usine Mills, la teinturerie Tamboise…). D'autres entreprises (la réglisserie Risser et Les cressonnières) étaient à cette époque implantées sur cette cité ouvrière, qui connut son déclin peu de temps après la Seconde Guerre mondiale.
Darnétal dispose de deux églises, Saint-Ouen de Longpaon et Saint-Pierre de Carville, qui jadis relevaient de deux paroisses bien distinctes.
L'église de Carville est incendiée par les protestants dès 1562 et est est reconstruite au XVIIe siècle, amputée de trois travées vers l'ouest et dotée d'une façade en style classique. Sa tour gothique flamboyant est maintenant séparée du reste de l'édifice. On raconte qu'en 1592, le futur Henri IV de France regarda du haut de la tour les combats entre les troupes catholiques et protestantes.

### Époque contemporaine

Darnétal au tout début du XXe siècle
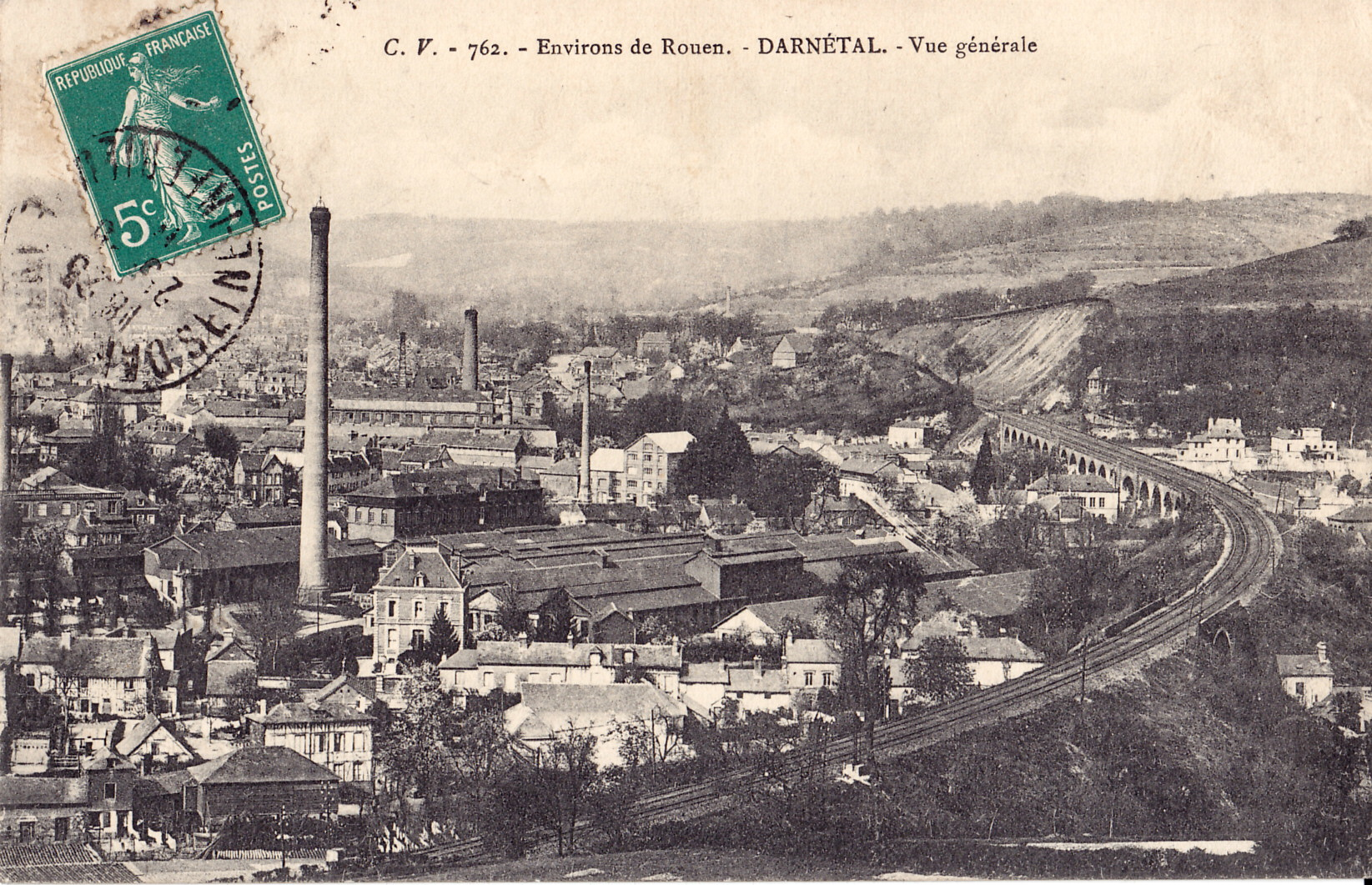
Vue générale de Darnétal.
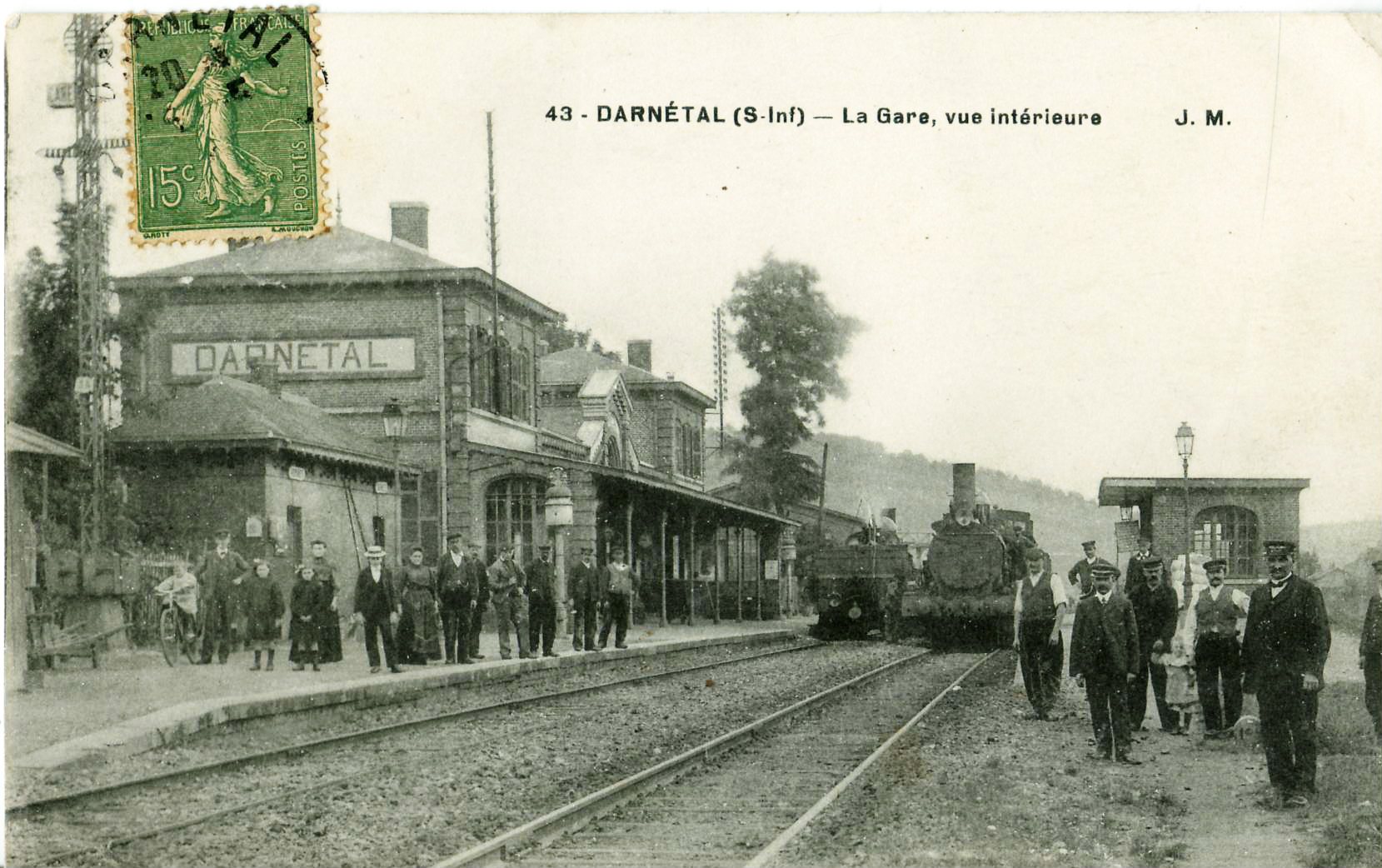
La gare.

Vers le début du XXe siècle, dans les deux quartiers autour de ces deux églises régnait une rivalité de clochers. Un dicton disait « Longpaon terre maudite, Carville terre bénite ». Mais on en a oublié la cause.
Dans les années 1960, la ville voit la construction du quartier du Parc de Robec, classé prioritaire avec près de 2 000 habitants en 2020,.

## Politique et administration

### Rattachements administratifs et électoraux

#### Rattachements administratifs
La commune se trouve dans l'arrondissement de Rouen du département de la Seine-Maritime.  
Elle était depuis 1801 le chef-lieu du canton de Darnétal. Dans le cadre du redécoupage cantonal de 2014 en France, cette circonscription administrative territoriale a disparu, et le canton n'est plus qu'une circonscription électorale.

#### Rattachements électoraux
Pour les élections départementales, la commune fait partie depuis 2014 d'un nouveau canton de Darnétal réduit de 19 à 15 communes.
Pour l'élection des députés, elle fait partie de la deuxième circonscription de la Seine-Maritime.

### Intercommunalité
Darnétal était membre de la communauté d'agglomération dénommée Agglomération de Rouen, un établissement public de coopération intercommunale (EPCI) à fiscalité propre créé en 1974 et auquel la commune avait transféré un certain nombre de ses compétences, dans les conditions déterminées par le code général des collectivités territoriales.
Celle-ci fusionne aevc trois autres structures intercomunales pour former, le 1er janvier 2010, la communauté d'agglomération Rouen-Elbeuf-Austreberthe (CREA)
Dans le cadre de la mise en œuvre des dispositions de la loi de modernisation de l'action publique territoriale et d'affirmation des métropoles (loi MAPAM) du 27 janvier 2014, la CREA est transformée en métropole sous le nom de Métropole Rouen Normandie par un décret du 23 décembre 2014 avec effet au 1er janvier 2015.
Darnétal est donc depuis lors membre de cette métropole.

### Tendances politiques et résultats
Lors du second tour des élections municipales de 2014 dans la Seine-Maritime, la liste SE menée par le maire sortant Christian Lecerf obtient la majorité des suffrages exprimés, avec 1 614 voix (49,42 %, 22 conseillers municipaux élus dont 2 communautaires), devançant très largement celles menées repectivement par : 

- Jacques-Antoine Philippe (PS-PCF-EELV, 1 093 voix, 33,47 %, 5 conseillers municipaux élus dont 1 communautaire) ; 

- Élizabeth Lalanne de Haut (FN, 559 voix, 17,11 %,	2 conseillers municipaux élus).

Lors de ce scrutin, 42,96 % des électeurs se sont abstenus. 	
Au premier tour des élections municipales de 2020 dans la Seine-Maritime, la liste DVD menée par le maire sortant Christian Lecerf obtient la majorité absolue des suffrages exprimés, avec 1 296 voix (64,32 %, 24 conseillers municipaux élus dont 2 métropolitains), devançant très largement celle DVG-PS-G.s-EÉLV-LFI menée par Florence Demiselle, qui a recueilli 719 voix (35,68 %, 5 conseillers municipaux élus).

Lors de ce scrutin marqué par la pandémie de Covid-19 en France, 63,98 % des électeurs se sont abstenus.

### Liste des maires
| Période                                  | Période      | Identité                         | Étiquette               | Qualité |
| ---------------------------------------- | ------------ | -------------------------------- | ----------------------- | --- |
| Les données manquantes sont à compléter. |              |                                  |                         | |
|                                          |              |                                  |                         | |
| 1818                                     |              | F. Durécu                        |                         | |
| 1819                                     | 1829         | Dominique François Simon Mouchet |                         | fabricant |
| 1832                                     | 1847         | Honoré Cuvelier (1790-1854)      |                         | Négociant et propriétaire Conseiller général du canton de Darnétal (1833 → 1839)                                                     |
| 1855                                     |              | Hauvel                           |                         | |
| 1867                                     | 1874         | Étienne Irénée Bayle (1820-1875) |                         | Manufacturier |
|                                          |              | Lucien Fromage (1820-1893)       |                         | Manufacturier |
| 1886                                     |              | Fritz Rhem                       |                         | Chimiste |
|                                          |              |                                  |                         | |
| 1896                                     | 1898         | Jacques Honoré Duperron          |                         | |
|                                          |              |                                  |                         | |
|                                          |              | Désiré Laigre (1858-1911)        |                         | Suppléant du juge de paix |
|                                          |              |                                  |                         | |
| 1908                                     | 16 mai 1912  | Georges Fromage                  |                         | Manufacturier |
| 16 mai 1912                              |              | Chabaille                        |                         | |
| 1910                                     |              | Laigre                           |                         | |
|                                          |              |                                  |                         | |
| 1919                                     | 1944         | Alfred Duthil                    | URD                     | Conseiller général du canton de Darnétal (1934 → 1944)                                                                               |
|                                          |              |                                  |                         | |
| avril 1945                               | juillet 1971 | Henri Savale                     | Rad. puis DVG puis FGDS | Comptable Député de la Seine-Inférieure (1952 → 1955) Conseiller général de Darnétal (1945 → 1949 puis 1965 → 1971) Mort en fonction |
| juillet 1971                             | mars 1977    | Pierre Damamme                   | UDF-Rad.                | Médecin Député de la Seine-Maritime (1re circ.) (1974 → 1978) Conseiller général de Darnétal (1971 → 1985)                           |
| mars 1977                                | juin 1995    | Jean-Claude Pezier               | PCF                     | |
| juin 1995                                | mars 2008    | Geneviève Préterre               | UDF puis UMP            | Retraitée Conseillère générale de Darnétal (1985 → 1998) Députée suppléante d'Henri Colombier (1978 → 1981)                          |
| mars 2008                                | mai 2025     | Christian Lecerf                 | SE                      | Retraité de la fonction publique Démissionnaire                                                                                      |
| mai 2025                                 | En cours     | Christopher Langlois             | SE                      | Directeur d'école Président de l'Olymique de Darnétal                                                                                |

## Équipements et services publics

### Santé
- Centre hospitalier Durécu-Lavoisier.
- Hôpital de jour François-Rabelais.

## Population et société

### Démographie
L'évolution du nombre d'habitants est connue à travers les recensements de la population effectués dans la commune depuis 1793. Pour les communes de moins de 10 000 habitants, une enquête de recensement portant sur toute la population est réalisée tous les cinq ans, les populations de référence des années intermédiaires étant quant à elles estimées par interpolation ou extrapolation. Pour la commune, le premier recensement exhaustif entrant dans le cadre du nouveau dispositif a été réalisé en 2007.

En 2022, la commune comptait 9 652 habitants, en évolution de +0,19 % par rapport à 2016 (Seine-Maritime : +0,35 %, France hors Mayotte : +2,11 %).
| 1793  | 1800  | 1806  | 1821  | 1831  | 1836  | 1841  | 1846  | 1851  |
| ----- | ----- | ----- | ----- | ----- | ----- | ----- | ----- | ----- |
| 5 033 | 5 206 | 5 231 | 5 125 | 5 572 | 5 979 | 5 982 | 5 989 | 6 002 |

| 1856  | 1861  | 1866  | 1872  | 1876  | 1881  | 1886  | 1891  | 1896  |
| ----- | ----- | ----- | ----- | ----- | ----- | ----- | ----- | ----- |
| 5 986 | 6 203 | 5 909 | 5 636 | 5 618 | 6 154 | 6 609 | 6 460 | 6 743 |

| 1901  | 1906  | 1911  | 1921  | 1926  | 1931  | 1936  | 1946  | 1954  |
| ----- | ----- | ----- | ----- | ----- | ----- | ----- | ----- | ----- |
| 6 826 | 6 920 | 7 218 | 7 262 | 7 524 | 7 706 | 7 767 | 7 765 | 8 468 |

| 1962  | 1968   | 1975   | 1982   | 1990  | 1999  | 2006  | 2007  | 2012  |
| ----- | ------ | ------ | ------ | ----- | ----- | ----- | ----- | ----- |
| 9 995 | 11 062 | 11 765 | 10 081 | 9 779 | 9 225 | 9 403 | 9 429 | 9 418 |

| 2017  | 2022  | - | - | - | - | - | - | - |
| ----- | ----- | - | - | - | - | - | - | - |
| 9 707 | 9 652 | - | - | - | - | - | - | - |

### Manifestations culturelles et festivités
Darnétal est le lieu d'un important festival de bandes dessinées Normandiebulle, le dernier week-end de septembre.

### Sports et loisirs
- Centre sportif André-Havel : gymnase Ferry, salles de judo, de boxe, de danse et piscine municipale.
- Stade des Violettes : http://olympique-darnetal.footeo.com.
- Tennis couverts.
- Gymnase Pagnol : tennis de table.
- Boulodrome.
- Terrains multisports (quartiers Muchedent, Ferry-Robec et Branly).
- Site du Bois du Roule : football, athlétisme, tennis, VTT.
- Club de randonnée.

### Cultes
Les fidèles catholiques de Darnétal font partie de la paroisse Sainte-Marie-Madeleine de Darnétal – Val d’Aubette qui relève  du doyenné Rouen-Nord de l'archidiocèse de Rouen.

## Économie
Six zones d'activité.

## Culture locale et patrimoine

### Lieux et monuments

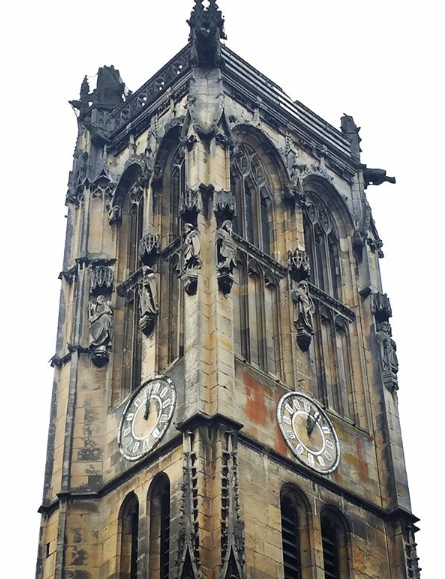
Tour de Carville.

- Église Saint-Ouen de Longpaon : église halle, avec un grand orgue du XVIIe siècle ; même si une chapelle destinée à recevoir les restes de saint Ouen est attestée dès le Xe siècle, la construction de l'église proprement dite date de la 2e moitié du XVe siècle et du milieu du XVIe siècle[38]. Son nom provient d'un miracle qui se serait produit au gué de Longpaon lors de la translation des reliques de saint-Ouen en 918[39].
- Église Saint-Pierre de Carville : une première église a été construite à cet emplacement au XIIe siècle, une deuxième église est construite à la fin du XVe siècle et au début du XVIe siècle, remplaçant la précédente[40], incendiée en 1562 lors des guerres de religion. La tour de l'église[41] est la tour-clocher dite tour Henri-IV ; elle a été séparée de l'église à la suite de l'incendie. L'église est du style gothique flamboyant, époque Renaissance.
- Chapelle de l’ancien orphelinat Sainte-Marthe : une chapelle de l'ancien orphelinat Sainte-Marthe ayant servit d'hôpital militaire bénévole durant la Première Guerre mondiale.

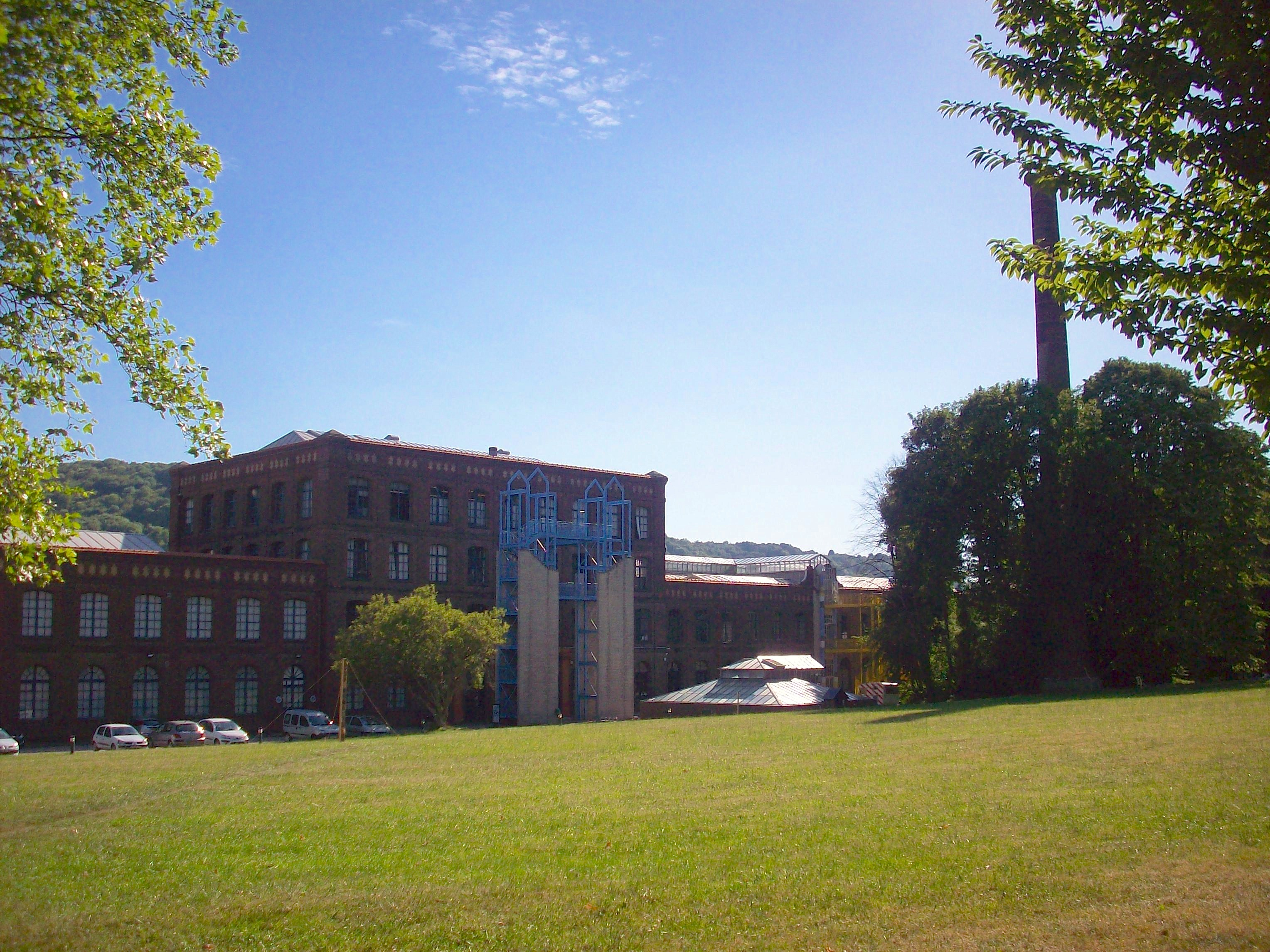
École nationale supérieure d'architecture de Normandie.

- L'école nationale supérieure d'architecture de Normandie est installée dans l'ancienne usine Fromage (1875-1880). Le bâtiment a été réhabilité de 1981 à 1984.
- Le moulin Saint-Paul, situé rue des Petites-Eaux-du-Robec, a été restauré entre 1989 et 1995.
- Le moulin Durécu, au 115 rue Louis-Pasteur, est à l'origine un moulin à blé construit au XVe siècle, appartenant au marquis Colbert de Seignelay, seigneur de Longpaon. Vendu comme bien national sous la Révolution, il est racheté par François Durécu, qui le transforme en moulin à foulon. En 1819, il remplace la roue par une roue plus grande, qui fournit désormais l'énergie pour sa filature et ses deux usines voisines. Au début du XXe siècle, le moulin est réhabilité en maison[42].
- L'octroi est une petite construction en brique à l'angle de la route de Rouen et de la rue Lucien-Fromage. Jadis -jusqu'au début du XXe siècle- l'on devait payer une taxe à cet endroit pour entrer à Darnétal. Une plaque le mentionne.
- Le belvedère du bois du Roule à Darnetal  Site classé (1943)[43].
- Le bois du Roule domine la ville et la boucle de la Seine. Un joli point de vue, près du réémetteur TV, permet de voir l'ensemble.
Cet espace est classé espace naturel sensible et est un site d'intervention du Conservatoire d'espaces naturels de Haute-Normandie. Le bois du Roule abrite ainsi des habitats boisés variés selon la topographie et l'exposition (chênaie-boulaie, chênaie-hêtraie, chênaie-charmaie à Jacinthe des bois et boisements de recolonisation de pelouses calcaires), et aussi des habitats de lande sèche. Il accueille des espèces assez rares en Haute-Normandie[44].
- La Maison de la nature[45], des enfants et des forêts, créée en collaboration avec la CREA, est ouverte depuis septembre 2010. Elle accueille des scolaires et des centres de loisirs en semaine et le grand public une fois par mois pour des activités ou des sorties planifiées le week-end. Cette maison des forêts fait partie d'un réseau mis en place pour valoriser le patrimoine forestier périurbain de la CREA. Deux autres maisons font partie de ce réseau, l'une à Saint-Étienne-du-Rouvray et l'autre à Orival.
- Le viaduc de Darnétal, bâti en 1867, assure la liaison ferroviaire entre Rouen et Amiens via la gare de Darnétal et la ligne de Saint-Roch à Darnétal-Bifurcation. Conçu pour accompagner l’essor du chemin de fer, il fut endommagé pendant la Seconde Guerre mondiale afin de freiner l’avancée des troupes britanniques. Réparé temporairement par les forces américaines, il fut entièrement restauré en 1946.

### Darnétal dans les arts et la culture
Dans la fresque de Roger Martin du Gard, Les Thibault, le personnage central du père est d'origine normande et, moribond, il se souvient : « Il se vit même, fiancé, un matin de Pentecôte, après la messe, dans l'allée du jardin aux pivoines de Darnétal. » 
Roger Martin du Gard dans La Mort du père, 6e volume des Thibault.
Maurice Leblanc cite plusieurs fois la gare de Darnétal dans son œuvre Arsène Lupin, gentleman-cambrioleur.
On peut également signaler : 
- Jean Calbrix, Mon cadavre détale à Darnétal, Charles Corlet, 2008, 296 p. (ISBN 978-2-84706-270-0 et 2-84706-270-X)Roman policier.

### Personnalités liées à la commune
- Lucien Fromage (1820-1893), industriel et homme politique, né à Darnétal.
- Suzanne Savale (1904-1952), née à Darnétal, résistante, une des premières membres du réseau Cohors-Asturies.
- René Binet (1913-1957), militant politique, né à Darnétal.
- L'abbé Jacques Hamel (1930-2016), né à Darnétal, assassiné lors de l'attaque de l'église Saint-Étienne, le 26 juillet 2016, à 86 ans. Prêtre auxiliaire de la paroisse Saint-Étienne, le Père Jacques Hamel était né en 1930 à Darnétal. Ordonné prêtre en 1958, il avait fêté ses cinquante ans de service (jubilé d'or) en 2008.
- Jacques Pottier (1930-2023), chanteur d'opéra, né à Darnétal.
- Odile Hervé Bazin (1950-2017), épouse de l'écrivain Hervé Bazin, née à Darnétal.

### Héraldique
| Blason de Darnétal | Blason  | De gueules à la rivière en fasce ondée d’argent accompagné, en chef de deux roues d’engrenage du même et en pointe d’un tampon d’imprimeur accosté à dextre d’une navette à tisser avec sa bobine passées en sautoir et à senestre d’une navette à drap avec son chardon passés en sautoir, le tout d’or. |
| Blason de Darnétal | Détails | Le statut officiel du blason reste à déterminer. |

## Pour approfondir